# 激流中国
激流中国（げきりゅうちゅうごく、英語: Dynamic China）とは、NHKのドキュメンタリー番組「NHKスペシャル」大型シリーズの主題である。経済優先から真の大国へ向けて激流の如く変化する中国社会の現状と、それに伴う様々な社会的ジレンマを毎回テーマ毎に取り上げた。
2007年4月から北京オリンピック直前の2008年7月まで、毎月あるいは数か月に1回の間隔で放送された。初月の「プロローグ」と「第1回」のみ2夜連続放送。計13回。

## シリーズ各回のテーマ
プロローグ 「富人と農民工」
初回放送日： 2007年4月1日
登場人物： 李暁華（56歳）、金波（29歳）、張建平（31歳）、杜文海（48歳）
資料提供： 興梠一郎、王文亮、中国社会科学院、李培林、稲葉利彦、小林直哉
第1回 「ある雑誌編集部 60日の攻防」
初回放送日： 2007年4月2日
登場人物： 陳中、石破、陳初越、郜艶敏、田磊
第2回 「青島 老人ホーム物語」
（英題：Dynamic China：The Rapidly Aging Society / 直訳：急速な高齢化社会）
初回放送日： 2007年5月6日
登場人物： 董毓秀（76歳）、王丕源（76歳）、惠媛夫婦（81歳）、楚秀英（82歳）
資料提供： 興梠一郎、王文亮、中国社会科学院、李培林、稲葉利彦、小林直哉
第3回 「北京の水を確保せよ ～しのびよる水危機～」
（英題：Dynamic China：Water Shortage / 直訳：水不足）
初回放送日： 2007年6月10日
登場人物： 史桂芝、梁正、王金貴
資料提供： 高見邦雄、東海大学情報技術センター、NASA Goddard Space Flight Center GDAAC - MODIS Data Support Team、USGS
第4回 「民が官を訴える ～土地をめぐる攻防～」
初回放送日： 2007年9月9日
第5回 「チベット 聖地に富を求めて」
初回放送日： 2007年10月7日
第6回 「密着 共産党地方幹部」
初回放送日： 2007年11月4日
第7回 「訴えられたカリスマ経営者 ～追跡・ブランド騒動～」
（英題：Dynamic China：Conflict Over Brands / 直訳：ブランド紛争）
初回放送日： 2007年12月9日
第8回 「5年1組 小皇帝の涙」
（英題：Dynamic China：Overheating Education Boom / 直訳：加熱する教育ブーム）
初回放送日： 2008年1月6日
第9回 「上海から先生がやってきた ～貧困の村で～」
（英題：Dynamic China：Volunteer Teaching Project / 直訳：教育ボランティア事業）
初回放送日： 2008年3月2日
第10回 「北京 怒れるニュータウン ～沸き上がる住民パワー～」
（英題：New Condo Life of Beijing / 直訳：北京のニュータウン生活）
初回放送日： 2008年4月6日
第11回 「病人大行列 ～13億人の医療～」
初回放送日： 2008年6月15日
最終回 「告発せよ 摘発せよ ～環境破壊との闘い～」
初回放送日： 2008年7月13日

## ナレーション
- 小林勝也
- 髙橋美鈴 (NHKアナウンサー)

## 反響および各方面への影響
第11回の「病人大行列」は、欧米諸国を中心に反響が大きく、放送番組を扱う賞で高い評価を得ている。受賞した賞は次の通り。
2009年
- モナコ公国 モンテカルロ・テレビ祭 ニュース番組部門－ゴールドニンフ賞(最優秀賞)
- フランス 第22回国際テレビ映像祭(FIPA) ルポルタージュ部門－金賞
- ドイツ ワールド・メディア・フェスティバル ニュース番組部門－グランド・アワード(部門1位に相当)
- イタリア 第61回イタリア賞 テレビドキュメンタリー部門－イタリア賞(最優秀賞)

また、シリーズ全体において日本国内における反響はもとより、中国本土や澳港台地域においては、ボランティアの手によって中文字幕が施された「プロローグ」と「第1回」のビデオが、YouTubeなどインターネット上で出回り、中文系メディアによるコラム等も発表され多くの個人ブログや電子掲示板（論壇） 等で活発な議論がなされていた。
※この章における「中国大陸」とは「澳港台（マカオ・香港・台湾）地域以外」を意味する（この用法については中国大陸#定義を参照のこと）

### 中国大陸における反響
中国のメディアが扱えない、中華人民共和国の貧富の差や中国当局の情報統制を描いていたことから、インターネットを通じて動画を見た中国国民に衝撃を与え、電子掲示板やブログで絶賛を受けた。
「プロローグ」で取材対象となった金波は「受害中金波的BLOG」（直訳：被害を受けている金波のブログ）というブログを実名で開設し、そのブログの「激流中国之受害者」（直訳：激流中国の被害者）という記事の中で番組中における金波の採り上げ方について不満を表明したが、金波の主張に対する否定的なコメントの方が多く寄せられることとなった。

### 中国大陸で実施された同番組に関するネット規制
中国大陸を対象としている様々なインターネット・サービスで「激流中国」という語句の検索や語句を含む投稿に対してエラー（見つかりません、メンテナンス中です）或いは「您输入的关键词可能涉及不符合相关法律法规的内容」（あなたが入力したキーワードは関連法規に抵触している可能性があります）という警告が表示されるようになり、また「激流中国」について言及していたブログや電子掲示板等の多くの記事が削除の対象になった。
- 中国最大手の検索エンジン「百度（baidu）」で行なわれた規制
  - ブログサービス「百度空间」では「激流中国」という語句を含む文章を投稿しようとすると警告あるいはエラー画面が表示される。
  - 知識交流サービス「百度知道」は当初「激流中国」という語句を含む文章を投稿することが可能であったが、警告あるいはエラー画面が表示されるようになった。
- 検索エンジン「雅虎中文（Yahoo 中国大陸版）」では、簡体字の「激流中国」で検索することができなくなっている。但し「激流 NHK」或いは繁体字を用いて「激流中國」とすれば、検索結果を得ることができる。
- P2Pダウンロードサービス「迅雷（Xunlei）」のファイル検索では「激流中国」という語句を検索すると警告画面が表示される。但し「激流 NHK」などのような語句で検索を行なえば、検索結果を得ることができる。
- 大手電子掲示板「天涯论坛」では「激流中国」という語句を含む文章を投稿あるいは検索すると警告画面が表示される。
- 大手電子掲示板「泡泡俱乐部社区」では「激流中国」という語句を含む文章やコメントを投稿すると警告画面が表示され、再び投稿することができなくなる。
- 大手ブログサービス「新浪网博客（sinaブログ）、播客（同ビデオブログ）」では「激流中国」のビデオがオンライン視聴可能な状態であったが情報規制とともにビデオ自体は削除され、またビデオの内容に言及しているブログ記事の多くも削除された。